# Rothenmühlenau
Die Rothenmühlenau ist ein etwa zwölf Kilometer langer Fluss im schleswig-holsteinischen Kreis Segeberg in Deutschland. 
Die Rothenmühlenau entsteht im Kiebitzholmer Moor nordwestlich vom Negernbötel. Sie fließt dann südlich von Rickling in westliche Richtung unter der Bundesstraße 205 und der Bahnstrecke Neumünster–Bad Oldesloe hindurch. In Heidmühlen, im Segeberger Forst kurz vor der Wassermühle, bildet sie zusammen mit der Radesforder Au die Osterau. 